# Astyanax (geslacht)
Astyanax is een geslacht van straalvinnige vissen uit de familie van karperzalmen (Characidae).

## Soorten
- Astyanax abramis Jenyns, 1842
- Astyanax aeneus Günther, 1860
- Astyanax ajuricaba Marinho & Lima, 2009
- Astyanax alburnus Hensel, 1870
- Astyanax altior Hubbs, 1936 – Yucatán tetra
- Astyanax altiparanae Garutti & Britski, 2000
- Astyanax angustifrons Regan, 1908
- Astyanax anterior Eigenmann, 1908
- Astyanax aramburui Protogino, Miquelarena & López, 2006
- Astyanax argyrimarginatus Garutti, 1999
- Astyanax asuncionensis Géry, 1972
- Astyanax atratoensis Eigenmann, 1907
- Astyanax aurocaudatus Eigenmann, 1913
- Astyanax bifasciatus Garavello & F. A. A. Sampaio, 2010
- Astyanax bimaculatus Linnaeus, 1758
- Astyanax biotae Castro & Vari, 2004
- Astyanax bockmanni Vari & Castro 2007
- Astyanax bourgeti Eigenmann, 1908
- Astyanax brachypterygium Bertaco & Malabarba, 2001
- Astyanax brevirhinus Eigenmann, 1908
- Astyanax burgerai Zanata & Camelier, 2009
- Astyanax caucanus Steindachner, 1879
- Astyanax chaparae Fowler, 1943
- Astyanax chico Casciotta & Almirón, 2004
- Astyanax clavitaeniatus Garutti, 2003
- Astyanax cocibolca Bussing, 2008
- Astyanax cordovae Günther, 1880
- Astyanax correntinus Holmberg, 1891
- Astyanax courensis Bertaco, de Carvalho & Jerep, 2010
- Astyanax cremnobates Bertaco & Malabarba, 2001
- Astyanax daguae Eigenmann, 1913
- Astyanax depressirostris Ribeiro, 1908
- Astyanax dissimilis Garavello & Sampaio, 2010
- Astyanax dnophos Lima & Zuanon, 2004
- Astyanax eigenmanniorum Cope, 1894
- Astyanax elachylepis Bertaco & Lucinda, 2005
- Astyanax endy Mirande, Aguilera & Azpelicueta, 2006
- Astyanax epiagos Zanata & Camelier, 2008
- Astyanax erythropterus Holmberg, 1891
- Astyanax fasciatus Cuvier, 1819
- Astyanax fasslii Steindachner, 1915
- Astyanax festae Boulenger, 1898
- Astyanax filiferus Eigenmann, 1913
- Astyanax gisleni Dahl, 1943
- Astyanax giton Eigenmann, 1908
- Astyanax goyacensis Eigenmann, 1908
- Astyanax goyanensis Miranda-Ribeiro, 1944
- Astyanax gracilior Eigenmann, 1908
- Astyanax guaporensis Eigenmann, 1911
- Astyanax guianensis Eigenmann, 1909
- Astyanax gymnodontus Eigenmann, 1911
- Astyanax gymnogenys Eigenmann, 1911
- Astyanax hastatus Myers, 1928
- Astyanax henseli de Melo & Buckup, 2006
- Astyanax hermosus Miquelarena, Protogino & López, 2005
- Astyanax integer Myers, 1930
- Astyanax intermedius Eigenmann, 1908
- Astyanax ita Almirón, Azpelicueta & Casciotta, 2002
- Astyanax jacobinae Zanata & Camelier, 2008
- Astyanax jacuhiensis Cope, 1894
- Astyanax janeiroensis Eigenmann, 1908
- Astyanax jenynsii Eigenmann, 1877
- Astyanax jordanensis Vera Alcaraz, Pavanelli & Bertaco, 2009
- Astyanax jordani Hubbs & Innes, 1936 – Cave tetra
- Astyanax kennedyi Géry, 1964
- Astyanax kompi Hildebrand, 1938
- Astyanax kullanderi Costa, 1995
- Astyanax lacustris Lütken, 1875
- Astyanax latens Mirande, Aguilera & Azpelicueta, 2004
- Astyanax laticeps Cope, 1894
- Astyanax leonidas Azpelicueta, Casciotta & Almirón, 2002
- Astyanax leopoldi Géry, Planquette & Le Bail, 1988
- Astyanax lineatus Perugia, 1891
- Astyanax longior Cope, 1878
- Astyanax longirhinus Garavello & F. A. A. Sampaio, 2010
- Astyanax maculisquamis Garutti & Britski, 1997
- Astyanax magdalenae Eigenmann & Henn, 1916
- Astyanax marionae Eigenmann, 1911
- Astyanax maximus Steindachner, 1877
- Astyanax megaspilura Fowler, 1944
- Astyanax mexicanus De Filippi, 1853 – Mexicaanse tetra
- Astyanax microlepis Eigenmann, 1913
- Astyanax microschemos Bertaco & de Lucena, 2006
- Astyanax minor Garavello & F. A. A. Sampaio, 2010
- Astyanax multidens Eigenmann, 1908
- Astyanax mutator Eigenmann, 1909
- Astyanax myersi Fernández-Yépez, 1950
- Astyanax nasutus Meek, 1907
- Astyanax nicaraguensis Eigenmann & Ogle, 1907
- Astyanax obscurus Hensel, 1870
- Astyanax ojiara Azpelicueta & Garcia, 2000
- Astyanax orbignyanus Valenciennes, 1850
- Astyanax orthodus Eigenmann, 1907
- Astyanax pampa Casciotta, Almirón & Azpelicueta, 2005
- Astyanax paraguayensis Fowler, 1918
- Astyanax parahybae Eigenmann, 1908
- Astyanax paranae Eigenmann, 1914
- Astyanax paranahybae Eigenmann, 1911
- Astyanax paris Azpelicueta, Almirón & Casciotta, 2002
- Astyanax pedri Eigenmann, 1908
- Astyanax pelecus Bertaco & de Lucena, 2006
- Astyanax pellegrini Eigenmann, 1907
- Astyanax pirapuan Tagliacollo, Britzke, Silva & Benine, 2011
- Astyanax poetzschkei Ahl, 1932
- Astyanax puka Mirande, Aguilera & Azpelicueta, 2007
- Astyanax pynandi Casciotta, Almirón, Bechara, Roux & Ruiz Díaz, 2003
- Astyanax ribeirae Eigenmann, 1911
- Astyanax rivularis Lütken, 1875
- Astyanax robustus Meek, 1912
- Astyanax ruberrimus Eigenmann, 1913
- Astyanax rupununi Fowler, 1914
- Astyanax saguazu Casciotta, Almirón & Azpelicueta, 2003
- Astyanax saltor Travassos, 1960
- Astyanax scabripinnis Jenyns, 1842
- Astyanax schubarti Britski, 1964
- Astyanax scintillans Myers, 1928
- Astyanax serratus Garavello & F. A. A. Sampaio, 2010
- Astyanax siapae Garutti, 2003
- Astyanax stenohalinus Messner, 1962
- Astyanax stilbe Cope, 1870
- Astyanax superbus Myers, 1942
- Astyanax symmetricus Eigenmann, 1908
- Astyanax taeniatus Jenyns, 1842
- Astyanax totae Ferreira Haluch & Abilhoa, 2005
- Astyanax trierythropterus Godoy, 1970
- Astyanax troya Azpelicueta, Casciotta & Almirón, 2002
- Astyanax tumbayaensis Miquelarena & Menni, 2005
- Astyanax tupi Azpelicueta, Mirande, Almirón & Casciotta, 2003
- Astyanax turmalinensis Triques, Vono & Caiafa, 2003
- Astyanax unitaeniatus Garutti, 1998
- Astyanax utiariti Bertaco & Garutti, 2007
- Astyanax validus Géry, Planquette & Le Bail, 1991
- Astyanax varzeae Abilhoa & Duboc, 2007
- Astyanax venezuelae Schultz, 1944
- Astyanax vermilion Zanata & Camelier, 2009
- Astyanax villwocki Zarske & Géry, 1999
- Astyanax xavante Garutti & Venere, 2009